# Heinz Battke
 Heinz Battke  (* 28. November 1900 in Berlin; † 15. Januar 1966 in Frankfurt am Main) war ein deutscher Maler, Grafiker und Zeichner.

## Leben und Werk
Battkes Familie stammte aus Ostpreußen. Seine Mutter Ada Battke war Schriftstellerin und Journalistin, sein Vater Max Battke Komponist und Pädagoge. Sein zwei Jahre älterer Bruder Fritz fiel 1917 im Ersten Weltkrieg.
Battke besuchte in den Jahren von 1918 bis 1921 die private Kunstschule „A. Propp“ in Berlin. Von 1922 bis 1925 war Battke Schüler bei Karl Hofer an der preußischen Akademie der Künste in Berlin.
1925 bis 1932 nahm er an den Jahresausstellungen der Preußischen Akademie der Künste teil. Heinz Battke hatte seine erste Einzelausstellung im Jahr 1927 in der Galerie Neumann-Nierendorf in Berlin. Ende der 1920er Jahre unternahm Battke ausgedehnte Studienreisen nach Frankreich und Italien mit längeren Arbeitsaufenthalten in Paris (von 1927 bis 1929) und von 1929 bis 1930 in Florenz.
Unter dem nationalsozialistischen Regime in Deutschland erfolgte erst eine Ablehnung seiner Anstellung als Leiter einer Malklasse an einer Rheinischen Akademie, später der Ausschluss aus der Reichskulturkammer und die Verfemung als „entarteter Künstler“. Lediglich beim Berliner Schloss-Museum durfte er ehrenamtlich bis zu Übersiedlung nach Florenz im Jahre 1935 tätig sein. Am Zweiten Weltkrieg nahm Battke zeitweise – unter anderem wegen seiner guten Italienischkenntnisse – als Dolmetscher in Sizilien teil.
Nachdem Battke 1954 im Deutschen Pavillon auf der Biennale von Venedig ausgestellt hatte, zog er 1956 nach Frankfurt am Main und übernahm dort eine Lehrtätigkeit an der Städelschule. Er wurde Mitglied des Vorstands des Deutschen Künstlerbundes.
Battkes Werk umfasst zahlreiche vom Surrealismus beeinflusste Gemälde und Radierungen. Seit 1950 fertigt er nur noch Zeichnungen mit Bleistift, was als seine eigentlich Stärke betrachtet wird. Drei Bleistiftzeichnungen wurden 1951 auf der Ersten Biennale von São Paulo gezeigt. Heinz Battke war 1959 Teilnehmer der documenta 2 in Kassel und zeigte dort ebenfalls Zeichnungen, unter anderem Sehnsucht nach den Freunden, 1949, aus der Staatlichen Graphischen Sammlung, München.
Battke war auch ein Experte für Ringe und Ringsammler. Seine berühmt gewordene „Ringsammlung Battke“ wurde vom Schmuckmuseum Pforzheim erworben. Diese stellte er 1963 in der renommierten Insel-Bücherei unter dem Titel Ringe aus vier Jahrtausenden einer breiteren Öffentlichkeit vor.
Ein Teil seines schriftlichen Nachlasses liegt im Deutschen Kunstarchiv im Germanischen Nationalmuseum in Nürnberg.

## Ausstellungen
- Heinz Battke (1900–1966), im Stadtmuseum Hofheim am Taunus, 23. Februar bis 1. Juni 2025.[4]